# Günter Grass

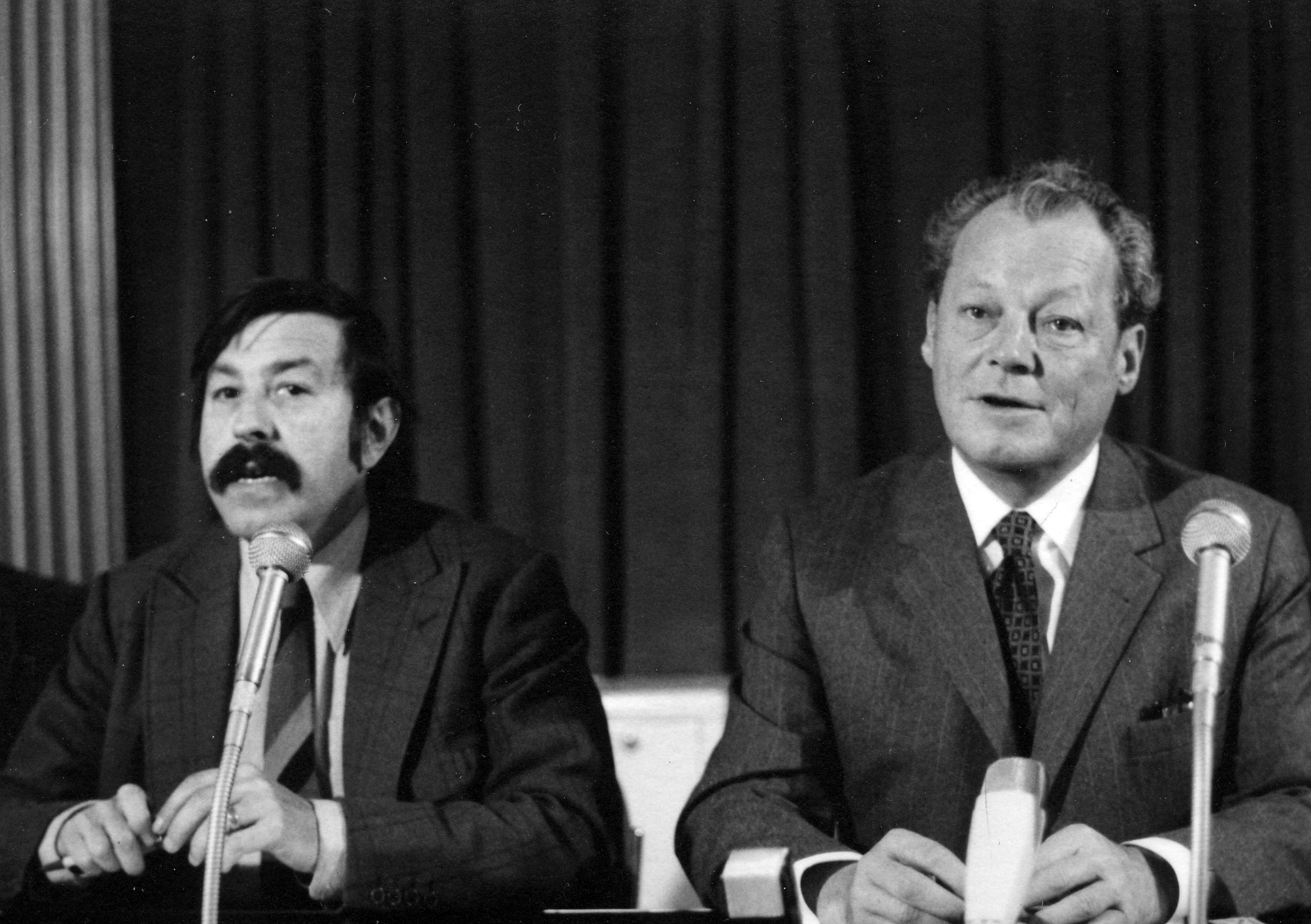
Günter Grass i kanclerz RFN Willy Brandt, 1972

Günter Wilhelm Grass (ur. 16 października 1927 w Gdańsku, zm. 13 kwietnia 2015 w Lubece) – niemiecki pisarz narodowości niemiecko-kaszubskiej, laureat Nagrody Nobla w dziedzinie literatury w 1999 roku. Doktor honoris causa Uniwersytetu Gdańskiego za wybitną twórczość literacką oraz wkład w polsko-niemieckie pojednanie (1993) oraz Uniwersytetu im. Adama Mickiewicza w Poznaniu (1990). W 1993 Rada Miasta przyznała pisarzowi tytuł Honorowego Obywatela Miasta Gdańska. Członek Niemieckiego Centrum PEN.

## Życiorys
Günter Grass urodził się 16 października 1927 w Wolnym Mieście Gdańsku (Freie Stadt Danzig). Jego ojciec Wilhelm (1899–1979) był kupcem niemieckim, natomiast matka Helena z rodziny Knoff (1898–1954) Kaszubką pochodzącą z Kosznajderii.
Dzieciństwo spędził w Wolnym Mieście Gdańsku. Mieszkał przy ulicy Lelewela 13 (wówczas Labesweg) w dzielnicy Wrzeszcz (wówczas Langfuhr). W 1942 zgłosił się do służby w niemieckiej marynarce wojennej (Kriegsmarine), jednakże z powodu młodego wieku nie został przyjęty. W 1943 powołano go wraz z całym jego rocznikiem do paramilitarnej Służby Pracy Rzeszy (RAD). W 1944 został wcielony do Waffen-SS w dziesiątej dywizji pancernej „Frundsberg”; został ranny. W 1954 ożenił się, a od 1960 zamieszkał w Berlinie. Günter Grass był działaczem SPD. W 1978 wziął rozwód i ponownie ożenił się w 1979.
Światową sławę przyniosła mu tzw. trylogia gdańska, złożona z dzieł: Blaszany bębenek, Kot i mysz, Psie lata, z których pierwsze jest najbardziej znane. Blaszany bębenek to groteskowo-naturalistyczna powieść, której adaptację filmową w 1979 stworzył Volker Schlöndorff. Cała trylogia gdańska traktuje o rozwoju faszyzmu i epizodach wojennych, których akcja rozgrywa się w Gdańsku, mieście na pograniczu kulturowym, „małej ojczyźnie” Polaków i Niemców żyjących razem od setek lat.
Natomiast przedstawicielem „powieści z kluczem” jest powieść Güntera Grassa z 1979 Das Treffen in Telgte (Spotkanie w Telgte, 1992). Utwór opisuje fikcyjne spotkanie niemieckich poetów i pisarzy w 1647 (m.in. śląscy artyści-politycy, jak Andreas Gryphius, Daniel Czepko von Reigersfeld, Angelus Silesius) mające na celu porozumienie artystów, często będących ideologami zwalczających się katolików i protestantów i zakończenie wojny trzydziestoletniej. Naprawdę książka poświęcona jest ważnej dla twórczości autora Grupie 47.
Günter Grass był wielokrotnie nagradzany. W 1985 roku był laureatem Medalu Stolema. Najważniejszym wyróżnieniem stała się Nagroda Nobla w dziedzinie literatury przyznana w 1999. Jego ostatnim dotychczas wydanym dziełem jest powieść Skrzynka napisana w 2009. Kilka lat wcześniej niemiecki pisarz ujawnił tajemnicę swojej służby w SS. Teraz zastanawia się, czy potrafił być dobrym ojcem. Książka napisana jest w formie dialogu jego licznych dzieci z różnych związków, które snują rodzinną sagę. W tle – jak zwykle u tego autora – dzieje się wielka historia.
W 1992 roku Günter Grass założył Fundację im. Daniela Chodowieckiego nazwaną od imienia polsko-niemieckiego grafika Daniela Chodowieckiego z siedzibą w Akademii Sztuk w Berlinie, której celem jest współpraca między artystami niemieckimi i polskimi. Od 1993 roku organizował Konkurs o Nagrodę im. Daniela Chodowieckiego na polski rysunek i grafikę.
W 2012, po opublikowaniu wiersza Co musi zostać powiedziane, w którym zarzuca Izraelowi, że jest większym zagrożeniem dla pokoju na świecie niż Iran, w Niemczech wielu publicystów zarzuciło Grassowi antysemityzm. Izraelskie MSW uznało go za persona non grata i zabroniło wjazdu na swoje terytorium. Pisarz uznał zarzuty za obraźliwe i twierdził, że padł ofiarą nagonki.
Pisarz zmarł 13 kwietnia 2015 r. Pochowany został w kręgu najbliższej rodziny 29 kwietnia 2015 na cmentarzu w Behlendorf, wsi, w której Grass mieszkał od wielu lat.

W 2002 r. na pl. Wybickiego w gdańskim Wrzeszczu powstał pomnik-ławeczka, upamiętniający głównego bohatera powieści Blaszany bębenek Oskara Matzeratha. W 2015 podjęto decyzję, w myśl której zgodnie z pierwotną koncepcją do postaci Oskara dołączył jego zmarły twórca Günter Grass, z nieodłączną fajką w ręku, książką na kolanach oraz nawiązującymi do jego twórczości figurkami ślimaka i kumaka. Noblista zastrzegł bowiem sobie, aby nie stawiać mu pomników za życia, w związku z czym gotowa rzeźba Grassa spędziła kilkanaście lat w magazynie. Figura zmarłego noblisty została odsłonięta 16 października 2015.

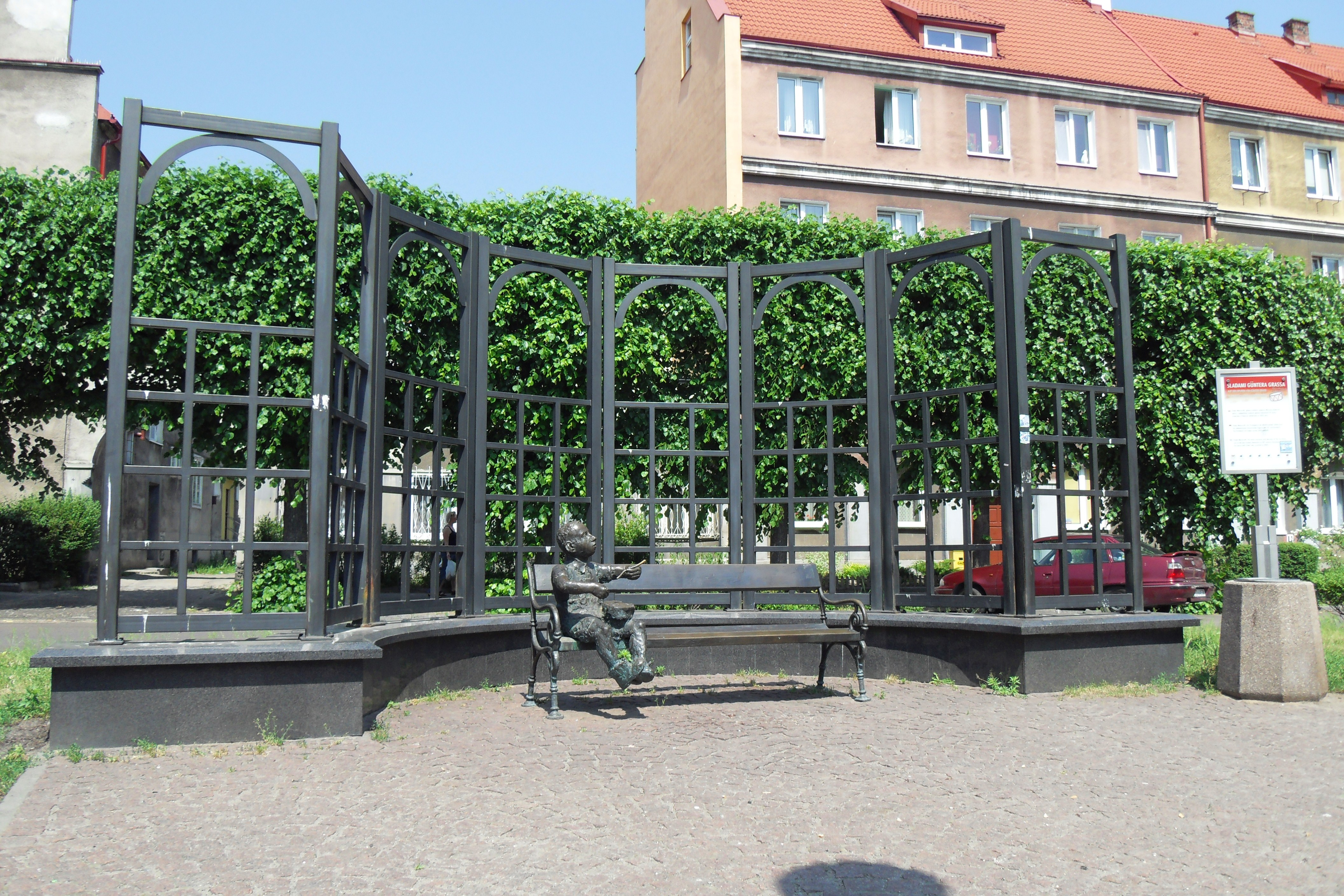
pomnik w 2011 roku
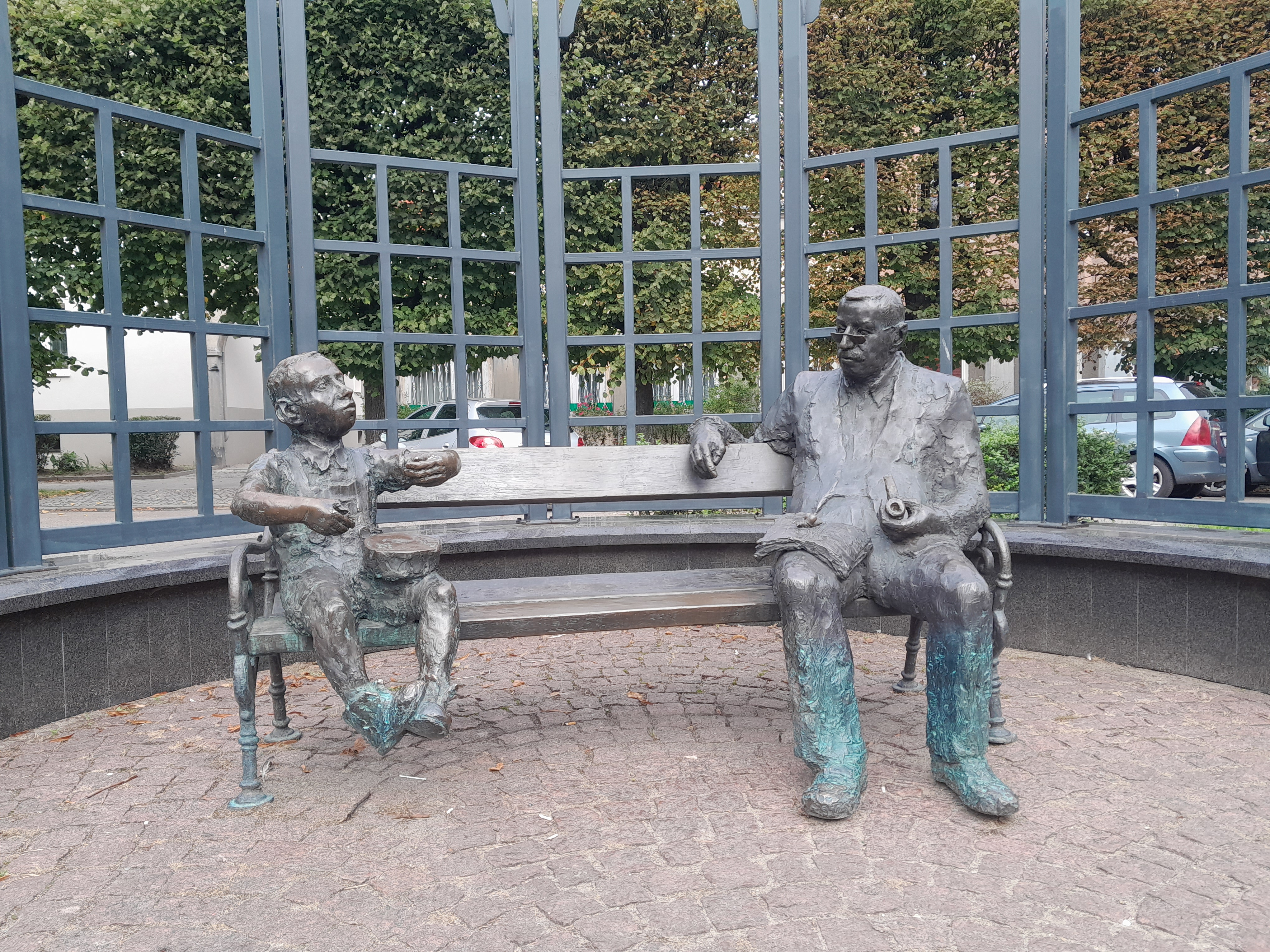
pomnik po dodaniu figury Grassa

## Kontrowersje

### Służba w Waffen-SS

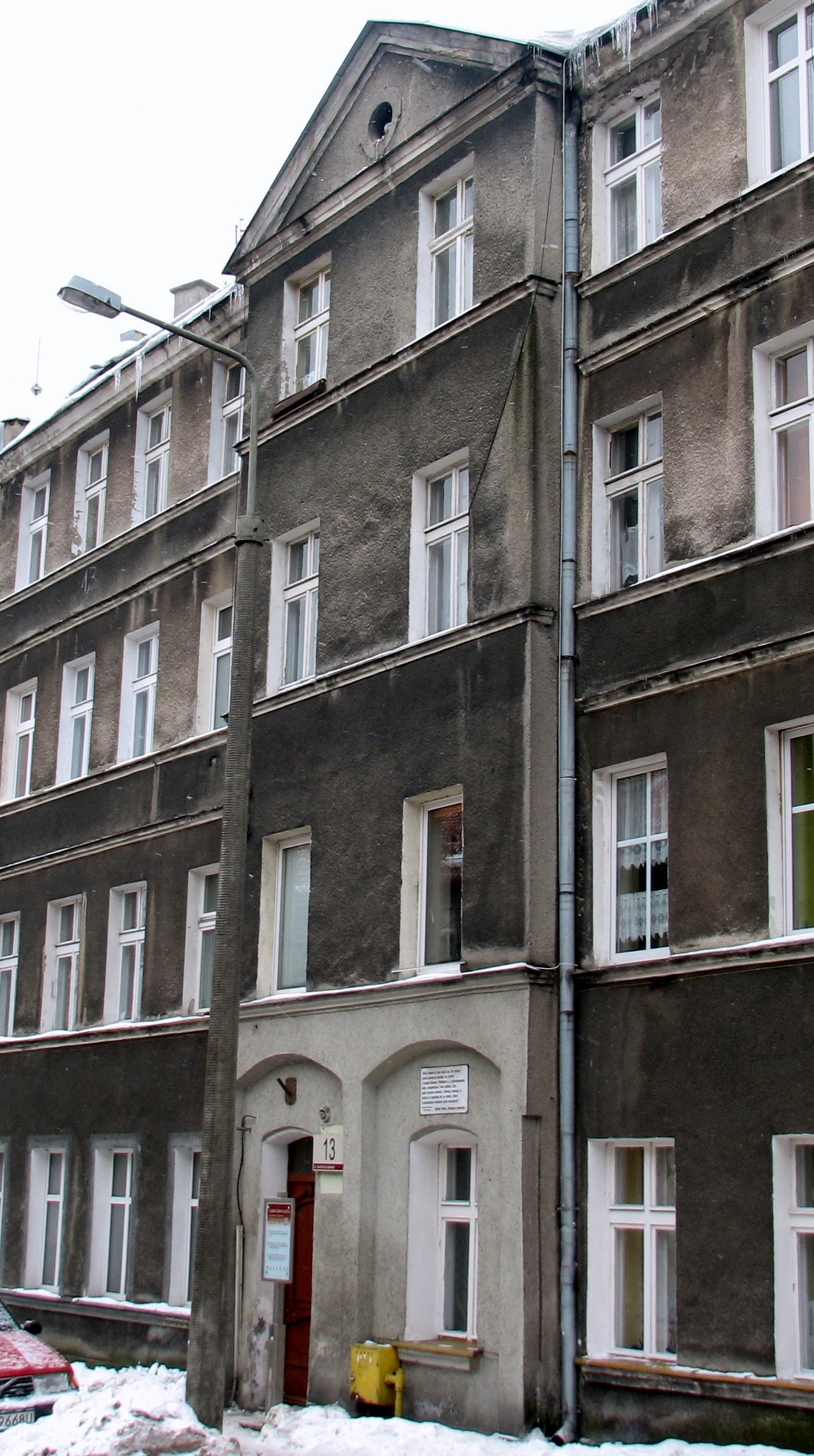
Dom Güntera Grassa (Labesweg 13) obecnie ul. Joachima Lelewela 13. Stan w 2010

W sierpniu 2006 Grass udzielił zaskakującego wywiadu niemieckiemu dziennikowi „Frankfurter Allgemeine Zeitung” (z 12 sierpnia 2006), w którym wyznał, że samo pójście do wojska nie było przymusowe (chociaż nie był ochotnikiem Waffen-SS jako takim).
Grass powiedział, że był ochotnikiem sił zbrojnych, by wyzwolić się spod wpływu rodziców, który mu, jako nastolatkowi, przeszkadzał.
W połowie sierpnia 2006 (choć zaplanowano tę publikację na 1 września) ukazał się tom wspomnień autora pt. Przy obieraniu cebuli (Beim Häuten der Zwiebel), zawierający nieznane szczegóły jego biografii. „Gazeta Wyborcza” dodaje:
Grass podkreśla, że do uznanych przez Trybunał Norymberski za organizację zbrodniczą oddziałów trafił nie z własnej woli.
Lech Wałęsa oświadczył, że Grass powinien zrezygnować z tytułu honorowego obywatela Gdańska, ponieważ jego zdaniem służba w formacjach Waffen SS wyklucza prawo do posiadania takiego tytułu. Potem były lider Solidarności wycofał się częściowo z tej wypowiedzi twierdząc, że został źle zrozumiany: „Powiedziałem, tylko że na jego [Grassa] miejscu zrezygnowałbym z tytułu”.
Jacek Kurski na konferencji prasowej 14 sierpnia 2006 zaapelował do Grassa, aby pisarz zrzekł się obywatelstwa i dodał, że jeśli Grass sam tego nie zrobi, to radni PiS w Gdańsku zgłoszą odpowiedni wniosek w tej sprawie.
W obronie pisarza wypowiedział się 14 sierpnia 2006 arcybiskup Michalik:
Oto noblista niemiecki Günter Grass przyznał się, że zgłosił się sam do SS, formacji najbardziej nazistowskiej. Dzisiaj jest starym człowiekiem, a jednak chce się oczyścić. Myślę, że większym jest człowiekiem dzisiaj, przyznając się do tego i przepraszając innych, większym jest autorytetem i pisarzem, niż wtedy, gdy zdobywał Nobla.
17 sierpnia 2006 Wałęsa zadeklarował chęć rozmowy z Grassem:
Rzeczywiście szkoda człowieka, nie wolno karać za dobre uczynki. On zrobił dobry uczynek, tylko trochę późno. Nikt nie ma odpowiedzi, co zrobić w takiej sytuacji, jeśli ktoś się nawraca, jak go prowadzić, żeby on nie miał na tym nawróceniu problemów.
Tego samego dnia pisarz zadeklarował, że nie zrzeknie się obywatelstwa Gdańska. Dzień później Wałęsa zapowiedział, że sam zrezygnuje z honorowego obywatelstwa miasta, jeśli Grass nie wyjaśni gdańszczanom okoliczności swojej służby w Waffen SS. Jednak po lekturze listu wystosowanego przez pisarza do prezydenta Gdańska (22 sierpnia 2006) Wałęsa wyraził zrozumienie dla motywów jego działania, i zadeklarował:
Zrozumiałem, że Grass nie grał swoją służbą w SS po to, by sprzedać więcej swoich książek. Mam satysfakcję, bo to była jego spowiedź. Ten pan dał dobry przykład innym.

### WierszWas gesagt werden muss(Co trzeba powiedzieć)
4 kwietnia 2012 szeroką dyskusję medialną wywołał opublikowany w dzienniku „Süddeutsche Zeitung” wiersz Was gesagt werden muss (Co trzeba powiedzieć). W wierszu Grass apelował o zaprzestanie sprzedaży Izraelowi niemieckich okrętów podwodnych zdolnych przenosić broń jądrową. Uważał, że wyposażanie Izraela w takie okręty jest przestępstwem. Swoje dotychczasowe milczenie w tej sprawie pisarz tłumaczył obawą przed posądzeniem o antysemityzm.

## Twórczość

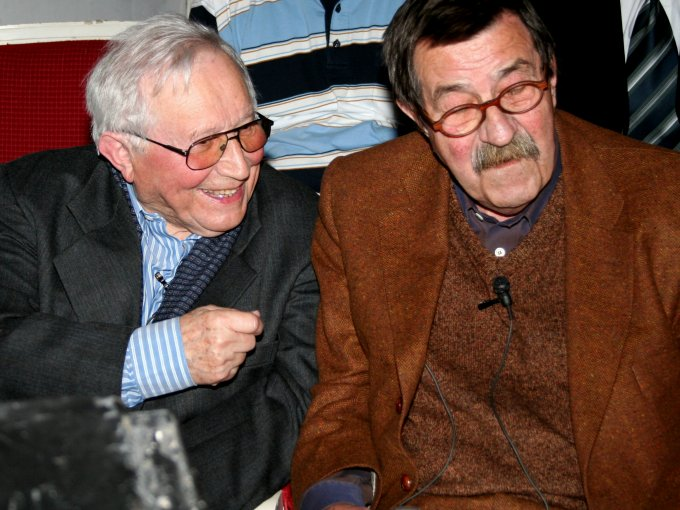
Tadeusz Różewicz i Günter Grass (2006)

- Zalety przepiórek („Die Vorzüge der Windhühner”, 1956) – tom wierszy
- Trylogia gdańska (Danziger Trilogie) – powieści:
  - Blaszany bębenek 1983 (Die Blechtrommel, 1959)
  - Kot i mysz 1963 (Katz und Maus, 1961)
  - Psie lata 1990 (Hundejahre, 1963)
- Plebejska próba powstania („Die Plebejer proben den Aufstand”, 1966) – sztuka
- Miejscowe znieczulenie 1997 („Örtlich betäubt”, 1969)
- Z dziennika ślimaka 1991 (Aus dem Tagebuch einer Schnecke 1971) – esej-reportaż
- Turbot 1995 (Der Butt 1977) – powieść
- Spotkanie w Telgte 1992 (Das Treffen in Telgte 1979) – powieść
- Szczurzyca 1993 (Die Rättin 1986) – powieść
- Wróżby kumaka 1992 (Unkenrufe 1992) – powieść
- Moje stulecie (Mein Jahrhundert, 1999) – zbiór opowiadań
- Idąc rakiem (Im Krebsgang, 2002) – powieść
- Ostatnie tańce (2005; Letzte Tänze, 2003)
- Przy obieraniu cebuli (Beim Häuten der Zwiebel, 2006)
- Skrzynka (2009, Die Box, 2008)
- W drodze z Niemiec do Niemiec. Dziennik roku 1990. 2012 (Unterwegs von Deutschland nach Deutschland. Tagebuch 1990. 2009) – dziennik
- Grimms Wörter. Eine Liebeserklärung, Göttingen 2010
- Co trzeba powiedzieć (Was gesagt werden muss, 2012)